# Комсомольская (станция метро, СНТ "Лесная Поляна")
"Комсомольская" - нереализованная станция законсервированного дачного метрополитена в СНТ "Лесная Поляна", Кубинка. Расположится станция под Лесной улицей рядом с 132-м участком. 

## Краткая информация
"Комсомольская" - колонная трёхпролётная станция мелкого заложения (авторы - А. Орлов и Г. Мун). Цветовое решение путевых стен будет сочетаться в тёплых, жёлтых и красных оттенках, что также соответствует атмосфере советской архитектуры и комсомольских символов. Проект станции имеет много общего с давним проектом станции Московского метрополитена "Царицыно". В вестибюлях станции будут размещены художественные композиции, посвящённые успехам советской науки и техники. Расположена между станциями "Кристалл" и "Туполевская".